# Mario Atzori
Mario Atzori (Cagliari, 3 marzo 1963) è un fumettista italiano.

## Biografia
Dopo aver studiato all'Istituto Europeo di Design ed essersi diplomato in grafica pubblicitaria, lavora come grafico per alcune agenzie pubblicitarie per poi aprirne una con altri soci. Parallelamente inizia a occuparsi di fumetti pubblicando sulla fanzine genovese Alfa-Omega una prima storia a fumetti. Entra in contatto con la Sergio Bonelli Editore che lo inserisce prima nello staff di Nathan Never realizzandone alcune storie e diventando nel 1995 il copertinista della serie spin off di Nathan Never, Legs Weaver, della quale realizza anche due storie (il n. 103, Inferno di cristallo, giugno 2004, con testi di Alberto Ostini, e il n. 110, in coppia con Maurizio Gradin, Il taccuino rosso, gennaio 2005, con testi di Stefano Piani); nel luglio 1997 sul n. 74 della testata Nathan Never pubblica la sua prima storia, L'orbita spezzata, scritta da Antonio Serra; dal 2010 al 2016 disegna anche quattro storie dell'altra serie spin off di Nathan Never, Agenzia Alfa. Poi, nel 2018, realizza una breve storia a colori di Tex Willer pubblicata nella collana Color Tex.

## Opere
- Nathan Never n. 74 e n. 194;
- Legs n. 103 e n. 110 in coppia con Maurizio Gradin